# 慕容鉤
慕容鉤（？—354年），昌黎棘陽（今遼寧義縣）鮮卑人。父亲慕容翰是慕容鮮卑的首領、遼東公慕容廆的庶長子，十六国时期前燕大臣。
352年，慕容廆的孙子慕容儁入主中原，建立前燕帝国。任命慕容鉤为樂陵郡太守。慕容鉤和青州刺史朱秃共同治理厌次。慕容鉤自恃是宗室，经常欺侮朱秃。朱秃按不住愤怒，於354年七月袭击慕容钩，并杀掉了他，南逃投奔段龛。